# Parachtes cantabrorum
Parachtes cantabrorum là một loài nhện trong họ Dysderidae.
Loài này thuộc chi Parachtes. Parachtes cantabrorum được Eugène Simon miêu tả năm 1914.